# Ара (напиток)
Ара или араг (тиб. и дзонг-кэ ཨ་རག, вайли a-rag) — традиционный алкогольный напиток в Бутане. Ара производится путём брожения или перегонки из риса, кукурузы, пшена или пшеницы. Напиток, как правило, прозрачный, кремового или белого цвета.

## Производство
Ара чаще всего делают из риса или кукурузы в частных домах или фермерских хозяйствах. Производство напитка не контролируется и его продажа запрещена в Бутане. Раньше, несмотря на запрет, частные лица продавали ара через лавочников, но столкнулись с жёсткими правительственными мерами. Однако, поскольку ара приносит гораздо бо́льшую прибыль, чем другие продукты из кукурузы, фермеры стали требовать легализовать его производство и продажу. Правительство, тем временем, намеренно препятствует чрезмерному потреблению алкоголя посредством увеличения налогов на спиртные напитки и регулирования их продажи.
Ара также производится в религиозных целях, особенно в восточном Бутане, где он служит в качестве подношения богам. Дети часто носят бутылки с настойкой, так как бутанцы считают, что запах этого напитка отгоняет змей.

## Употребление
Ара, как правило, пьют тёплым. Его подают неразбавленным с лёгкими закусками (яйцо пашот, сливочное масло, омлет, рис).